# Меријета-Олдервуд (Вашингтон)
Меријета-Олдервуд (енгл. Marietta-Alderwood) насељено је место без административног статуса у америчкој савезној држави Вашингтон.

## Демографија
По попису из 2010. године број становника је 3.906, што је 312 (8,7%) становника више него 2000. године.
| Група             | 2000.         | 2010.         |
| Белци             | 2.945 (81,9%) | 3.029 (77,5%) |
| Афроамериканци    | 40 (1,1%)     | 52 (1,3%)     |
| Азијати           | 181 (5,0%)    | 173 (4,4%)    |
| Хиспаноамериканци | 215 (6,0%)    | 378 (9,7%)    |
| Укупно            | 3.594         | 3.906         |